# Одринська Олександра Петрівна
Олександра Петрівна Одринська (? — ?) — українська радянська діячка, новатор виробництва, бригадир бригади розмітників цеху № 4 Костянтинівського заводу «Автоскло» Донецької області. Депутат Верховної Ради УРСР 6—7-го скликань. Делегат XXII з'їзду КПРС. Делегат XXIII з'їзду КПУ.

## Біографія
У 1948 році закінчила ремісниче училище.
З 1948 року — токар, контролер-розмітник Костянтинівського заводу «Автоскло» Сталінської (Донецької) області.
Закінчила заочне відділення Українського заочного політехнічного інституту.
Потім — бригадир бригади розмітки і різання скла, майстер цеху № 4 Костянтинівського ордена Трудового Червоного Прапора заводу «Автоскло» міста Костянтинівки Донецької області.
Член КПРС з 1959 року.

## Нагороди
- орден Трудового Червоного Прапора (7.03.1960)
- медаль «За трудову доблесть» (26.04.1963)
- медалі